# Duarte Pacheco Pereira
Duarte Pacheco Pereira (Lisboa, 1460? - 1533) va ser un navegant, militar i cosmògraf portuguès que va participar en diverses exploracions secretes al servei dels reis de Portugal, unes operacions en què es creu que hauria arribat a les costes del Brasil.
Va viatjar particularment per la part central de l'oceà Atlàntic, a l'oest de les illes de Cap Verd, al llarg de la costa occidental d'Àfrica i de l'Índia. Els seus èxits en l'estratègia de la guerra, l'exploració, les matemàtiques i l'astronomia van ser d'un nivell excepcional per a l'època.

## Biografia
Es desconeix la data exacta del seu naixement, si bé es creu que va néixer cap al 1460 a Lisboa o Santarém; era fill de João Pacheco i Isabel Pereira.
El més antic dels seus avantpassats coneguts va ser Diogo Lopes Pacheco (1304-1383), senyor de Ferreira de Aves, un dels executors d'Agnès de Castro (1355). Va fugir a Espanya, després va tornar a l'època de la crisi de 1383-1385, donant suport al llavors Maestre d'Avis (futur Joan I de Portugal), amb qui va aconseguir recuperar la totalitat dels seus béns, convertint-se en un dels consellers del nou monarca.
En la seva joventut va servir com a escuder del rei de Portugal. En 1485 hi ha documentat un Duarte Pacheco, lletrat, que va rebre una beca d'estudi del monarca. Cavaller de la casa de Joan II de Portugal (1481-1495), és poc probable que hagués anat el 1482 a São Jorge da Mina, al golf de Guinea, on Diogo d'Azambuja començava la construcció de la factoria de São Jorge da Mina.
Més tard, el 1488, hauria participat en l'exploració de la costa occidental d'Àfrica. La seva expedició hauria emmalaltit amb febre i haurien perdut el seu vaixell. D'acord amb l'obra Dècades da Àsia, del cronista João de Barros, Bartolomeu Dias, que tornava de la primera travessia que havia doblat el cap de Bona Esperança, el va trobar greument malalt a l'illa de Príncipe, al golf de Guinea, i el va portar de tornada a Portugal.
El coneixement que va adquirir de l'expedició de Dias, així com les seves pròpies exploracions, li van valer el càrrec de geògraf oficial de la monarquia portuguesa. Un cop reconegut com a expert geògraf i cosmògraf, el 1490 vivia a Lisboa d'una pensió reial a la qual el seu títol com a guàrdia personal del rei li donava dret. El 1494 va integrar-se a la delegació portuguesa que va negociar el Tractat de Tordesillas, i el 7 de juny d'aquell mateix any un dels signants en «qualitat de permanent de la casa del senyor rei de Portugal» (Qualidade de continu da casa do senhor rei de Portugal). Aquest tractat, sancionat pel Papa, va repartir el món no-cristià entre Portugal i Espanya.

### La suposada expedició secreta per l'Atlàntic
Entre 1495 i 1499 hauria exercit alguna missió a la factoria de São Jorge da Mina, realitzant viatges per l'Atlàntic Sud. Més concretament, el 1498 el rei Manuel I li hauria posat al comandament d'una flota de vuit vaixells, una expedició secreta organitzada amb l'objectiu de reconèixer les zones situades més enllà de la línia de la demarcació de Tordesillas, expedició que, partint de l'arxipèlag de les illes de Cap Verd, es creu que hauria culminat amb el descobriment del Brasil, en algun punt de la costa de Maranhão o Pará, entre els mesos de novembre i desembre d'aquest any. Des d'allà hauria seguit la costa en direcció nord, arribant a la desembocadura del riu Amazones i l'illa de Marajó.
Per a alguns, Duarte Pacheco hauria arribat al Brasil el 1498, dos anys abans de Cabral, al cap de Santo Antao al Nord-est. Vicente Yáñez Pinzón va arribar el gener de 1500 a Marajó. El viatge de Pinzón i Lepe i l'arribada de tots dos al Brasil no apareix a la majoria dels treballs de la història oficial del Brasil, ja que, pel Tractat de Tordesillas, ambdues terres descobertes pertanyien, de fet, a Portugal.

### Expedicions a l'Índia
El 6 d'abril de 1503, al comandament de la nau Esperit Sant, integrant de l'esquadra d'Afonso de Albuquerque, va partir cap a l'Índia. El 1504 estava a càrrec de la defensa de la fortalesa de Cochín, una primerenca colònia portuguesa a l'Índia, amb 150 homes i alguns indis, on va resistir victoriós l'ofensiva del senyor de Càlicut, que tenia 50.000 homes. Encara que àmpliament superats en nombre per l'enemic, van resistir amb èxit els atacs durant cinc mesos, fins que l'oponent va abandonar el setge. Després d'haver exercit els càrrecs de capità general de l'Armada de Càlicut i virrei i governador de districte de Malabar, a l'Índia, va tornar a Lisboa en 1505, on va ser rebut de forma triomfal als carrers i va ser honrat pel rei. A Lisboa les seves accions a l'Índia van ser divulgades, i un relat d'elles va ser enviat al Papa i altres reis de la cristiandat. Va ser com una mena d'heroi internacional i aquest mateix any 1505 va començar la redacció del llibre Esmeraldo de situ orbis, una obra que ha estat descrita com una de les primeres obres científiques importants «informant sobre el que havia observat i experimentat en l'entorn novament descobert». El llibre mai no es va completar (es creu que va treballar-hi fins al 1508) i no va ser publicat fins a 1892, possiblement, per evitar donar a altres països informació sobre el valuós comerç de Portugal a Guinea.
| «                                                            | L'experiència és la mare de totes les coses, per ella sabem radicalment la veritat | A experiência é a mãe de todas as cousas, por ela sabemos radicalmente a verdade ... | » |
| — Duarte Pacheco Pereira, a Esmeraldo de Situ Orbis, p. 196. |                                                                                    |                                                                                      |   |

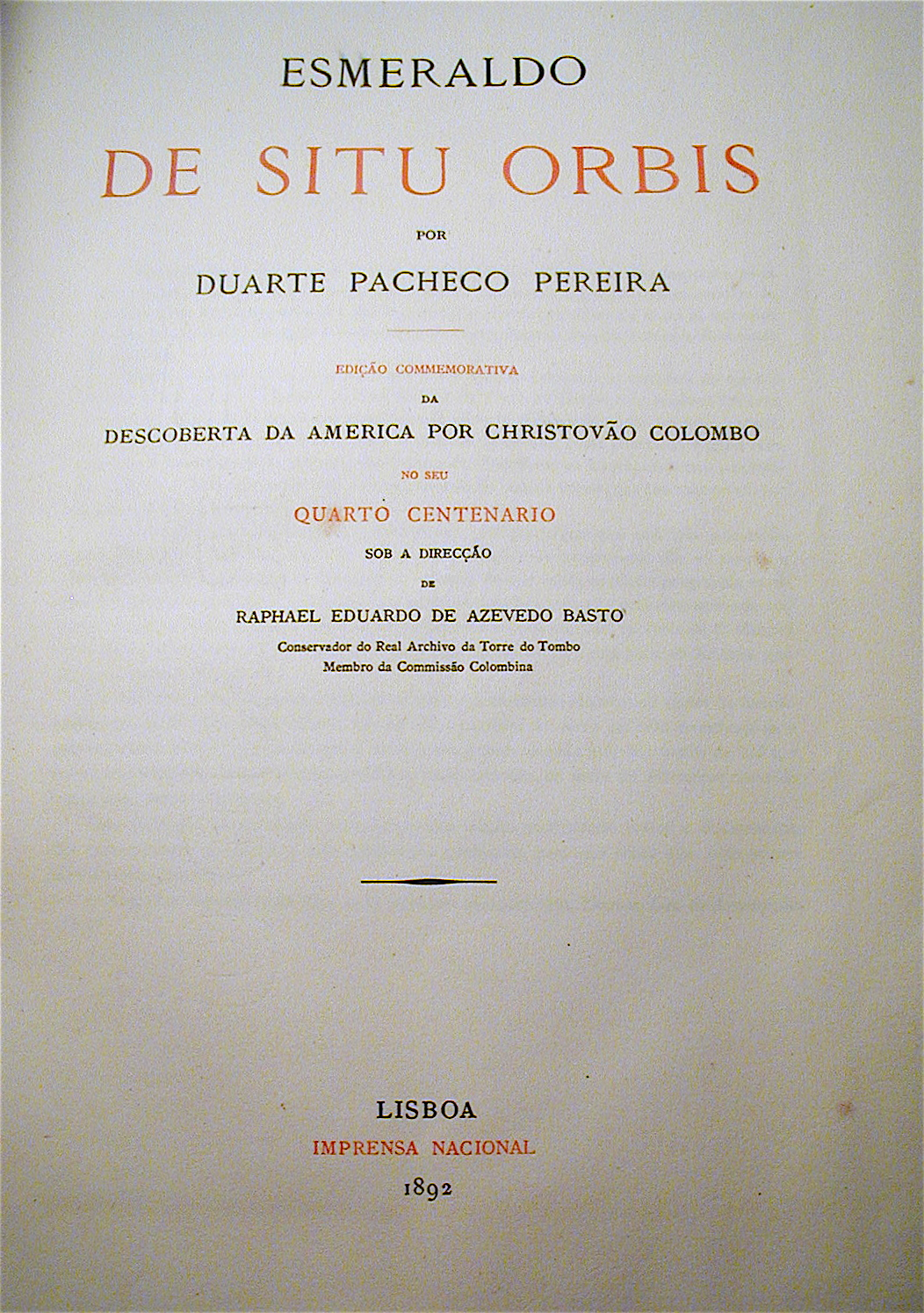
Portada de la primera edició impresa de l'Esmeraldo de situ orbis, (1892)

El seu diari (1506), conservat al fitxer Nacional de Portugal (Torre do Tombo), és probablement el primer document europeu en reconèixer al ximpanzé, encara que descrit de forma rudimentària.
En 1508 el sobirà li va encarregar la persecució de Mondragon, un corsari francès que operava entre les illes Açores i la costa portuguesa, on atacava als vaixells procedents de l'Índia. Duarte Pacheco el va localitzar al llarg de 1509 i el 18 de gener, davant el cap Finisterre, on va ser derrotat i capturat. Entre setembre i novembre de 1510 va servir en l'Armada de l'Estret.
En 1511, va comandar una flota enviada en socors a Tànger, sota el setge de les forces del rei de Fes. Es va casar el 1513 amb la senyora Antònia de Albuquerque, neta de Duarte Galvão, secretari de Joan II de Portugal, que va rebre del rei un dot de 120.000 rals, que li seria lliurat en quotes, fins al 1515.
En 1519 va ser nomenat capità i governador de la factoria i fortalesa de São Jorge da Mina, a la Guinea, on va servir fins al 1522. Va ser calumniat pels seus enemics a la cort amb acusacions de robatori i corrupció i va ser cridat a Portugal i empresonat per ordre de Joan III per l'acusació de contraban d'or, encara que actualment no es coneixen encara les veritables raons de la decisió del monarca.
Va ser exonerat per la Corona demostrant que era innocent. Però el mal estava fet, i havia perdut el seu govern, la seva riquesa i influència. Només va rebre en 1529 de la Corona 300 croats (una antiga moneda d'or portuguesa), a títol de part del pagament per les joies que havia portat de São Jorge da Mina i que havia confiat a la Casa da Mina per a ser foses. Tot i que va ser absolt, el seu protector, el rei Joan II de Portugal havia mort i havia estat substituït per un rei que no reconeixia el valor de Duarte Pacheco. Pacheco havia servit al rei anterior com escuder, i havia servit al rei Manuel merament com un servidor d'alt rang. La seva distància de Lisboa i el seu èxit significava que tenia molts enemics a l'estranger i pocs amics a la capital per la seva defensa.
Va morir en els primers mesos de 1533, sol i arruïnat. Poc després, el monarca li va concedir al seu fill, João Fernandes Pacheco, una pensió anual de 20.000 rals. Com les pensions reals sovint es pagaven amb retard, la mare i el nen van tenir dificultats, el que els va portar a recórrer a un préstec.

## El descobriment del Brasil
En relació al descobriment del Brasil o de la possible exploració de les Antilles i de part d'Amèrica del Nord per Duarte Pacheco, s'al·leguen les revelacions cartogràfiques contingudes en el planisferi de Cantino, en què l'autor presenta la informació en el segon capítol de la primera part. Resumidament, el passatge relata:
| «                      | Tenim sabut i vist com en el tercer any del vostre regnat de l'any de Nostre Senyor de mil quatre noranta-vuit, on a ens vuesa Altesa va manar descobrir la part occidental, passant més enllà de la grandesa del mar Oceà, que es troba i navegada també un gran terreny, amb moltes i grans illes adjacents a ella i està granment poblada. Tant ha augmentat la seua grandesa i corre amb molta longura, que per una banda a l'altra no s'ha vist o coneix la finalitat i el cable de la mateixa. Es tracta de trobar que és molt prima i Brasil, amb moltes altres coses que els navilis aquests regnes van veure granment poblada. | Temos sabido & visto como no terceiro ano de vosso reinado do ano de Nosso Senhor de mil quatrocentos e noventa e oito, donde nos vossa Alteza mandou descobrir a parte ocidental, passando além a grandeza do mar Oceano, onde é achada e navegada uma tam grande terra firme, com muitas e grandes ilhas adjacentes a ela (...) é grandemente povoada (...). Tanto se dilata sua grandeza e corre com muita longura, que de uma parte nem da outra não foi visto nem sabido o fim e cabo dela. (...) É achado nela muito e fino brasil com outras muitas cousas de que os navios nestes Reinos vem grandemente povoados. | » |
| — Llibre I, capítol 2. | | |   |

És aquesta la primera carta de navegació portuguesa a esmentar la costa del Brasil i l'abundància de fusta de brasil (Caesalpinia echinata). A l'Atlàntic Sud, entre les illes oceàniques, presenta, amb les seves «ladezas» (latituds), conegudes en l'època: l'illa de São Lourenço (illes de Fernando de Noronha); l'illa de l'Ascensió (illa de Trinitat), l'illa de Santa Clara (illa de Santana, davant la costa de Macaé), i cabo Frio.
El desembre de 1498 una flota d'exploració de vuit vaixells, sota el comandament de Duarte Pacheco Pereira, suposadament hauria arribat a la costa brasilera, a l'altura dels actuals estats de Pará i Maranhão. La primera arribada dels portuguesos al continent sud-americà s'hauria mantingut en estricte secret, ja que els portuguesos tractaven d'impedir que els espanyols tinguessin coneixement dels seus projectes. Precisament per aquest estricte secret, la historiografia espanyola qüestiona aquest presumpte descobriment, perquè secret i descobriment són dos conceptes contraris i excloents.
Alguns historiadors pensen que el Brasil ja era conegut pels portuguesos almenys des de 1494, perquè en el Tractat de Tordesillas el rei Joan II de Portugal va insistir que la línia originalment a 100 llegües de Cap Verd es traslladés a 370 llegües de Cap Verd. L'única explicació, per a alguns, va arribar el 1500 quan Cabral va assumir el descobriment del Brasil per a Portugal, dins la línia divisòria fixada en 370 llegües. Aquesta seria una prova més que Portugal havia conegut Amèrica del Sud, com a mínim, 6 anys abans que Cabral hagués arribat allà i fer-ne un territori oficial portuguès. Per altres historiadors el desplaçament de 100 a 370 llegües donat al límit del meridià, va ser aconsellat pel mateix Cristòfor Colom, per tal de guanyar un espai similar amb l'antemeridià a l'Àsia, on es trobava la veritable riquesa, a canvi de cedir aigua de l'oceà a Portugal.
Duarte Pacheco Pereira hauria estat a la costa del Brasil a 1493 i 1498. És bastant probable que la flota de Cabral tingués com a principi primordial descobrir aquesta terra i fer la reivindicació per a la Corona Portuguesa en virtut del Tractat de Tordesillas. Com a prova d'aquest fet, un dels vaixells hauria tornat immediatament a Portugal per comunicar la nova informació al rei Manuel I, mentre que l'altre va seguir cap a l'Índia. En tot cas, el 22 d'abril de 1500, Cabral va nomenar l'illa de Santa Creu, la terra acabada de descobrir.
Referent a això, al llibre Foundations of the Portuguese empire, 1415-1580, els autors fan el següent comentari:
| « | «El que realment és important-diu Duarte Leite-és saber si Pacheco va arribar al Brasil abans de Alvares Cabral» (22 abril 1500). D'acord amb Luciano Pereira, per exemple, moderns historiadors portuguesos com «Faustmo da Fonseca, Brito Rebelo, Lopes de Mendonca, i Jaime Cortesão diuen que va fer, així com ... Vignaud, i crec que no falten suports al Brasil ». No obstant això, diu Leite, si Pacheco no va descobrir zones a l'est de la línia de demarcació i no va portar notícies d'això a Manuel, «la raó que va induir al senyor Manuel a mantenir en secret ... tan important descobriment se m'escapa ». Així que Cabral va tornar en 1501, Manuel va anunciar el descobriment del Brasil a Fernando i Isabel d'Espanya. Per què no va fer el 1499, després del retorn de Basc da Gamma, un anunci similar, si Pacheco ja havia descobert el Brasil? «Cap objecció podria venir per part d'Espanya», donada la divisió feta pel Tractat de Tordesillas, ja que «de fet no es va produir en 1501», quan es va anunciar el descobriment de Cabral. «Estic convençut que Pacheco no va descobrir el Brasil el 1498, ni va estar present dos anys més tard en el seu descobriment per Cabral». | "What really is important," Duarte Leite says, is "to know whether Pacheco arrived in Brazil before Alvares Cabral" (April 22, 1500). In agreement with Luciano Pereira, such modern Portuguese historians as "Faustmo da Fonseca, Brito Rebelo, Lopes de Mendonca, and Jaime Cortesao say he did. as does... Vignaud; and I believe he does not lack supporters in Brazil." However, says Leite, if Pacheco did discover areas east of the Line of Demarcation and did bring back news of this to Manuel, "the reason which induced Don Manuel to keep secret... such an important discovery escapes me."' As soon as Cabral returned in 1501, Manuel announced the discovery of Brazil to Ferdinand and Isabella of Spain. Why would he not in 1499, after the return of Vasco da Gama, make a similar announcement if Pacheco had already discovered Brazil? "No objection could come on the part of Spain," given the division made by the Treaty of Tordesillas, as "indeed none came in 1501" when Cabral's discovery was announced. "I am persuaded that Pacheco neither discovered Brazil in 1498 nor was present two years later at its discovery by Cabral."" | » |

## Reconeixements
La llegenda de Duarte Pacheco Pereira, es va desenvolupar després de la seva mort. Luís de Camões, a Os Lusíadas l'anomena el Gran Pacheco Aquil·lusità ( Grão Pacheco Aquil·lusitano ). Més tard, al segle xvii, Jacinto Xai l'hi va consagrar dues comèdies bastant llargues en castellà i Vicent Cerqueira Doce, un poema en deu cants, del qual es va perdre el rastre.
Segons un dels seus més importants biògrafs, l'historiador portuguès Joaquim Barradas de Carvalho (1920-1980), que va viure exiliat al Brasil en la dècada de 1960, Duarte Pacheco va ser un geni comparable a Leonardo da Vinci. Amb una anticipació de més de dos segles, el cosmògraf va ser el responsable de calcular el valor del grau del meridià amb un marge d'error de només el 4%.

### Matrimoni i descendents
Es va casar amb Antónia de Albuquerque, filla de Jorge Garcés i la seva esposa, Isabel de Albuquerque Galvão, al seu torn única filla de Duarte Galvão amb la seva primera esposa Catalina de Sousa i Albuquerque. Van tenir vuit fills:
- João Fernandes Pacheco, que es va casar amb donya Maria da Silva, sense descendència i que va tenir una filla bastarda casada amb descendència;
- Jeroni Pacheco, que va morir solter i sense descendència en Tànger;
- Maria de Albuquerque, casada amb João da Silva, alcalde major de Soure, i tenia una filla casada i amb descendència;
- Isabel de Albuquerque;
- García Pacheco;
- Gaspar Pacheco;
- Duarte Pacheco
- Lisuarte Pacheco, un fill bastard d'acord amb els registres. Va lluitar i va morir a l'edat de trenta anys després de ser ferit per una fletxa entre la templa i el coll durant una desesperada batalla. Va ser criat i entrenat pel seu pare com a escuder i dominava diverses armes. Era un home amb una constitució fornida, famós per les seves gestes a l'Índia, mentre estava al comandament del seu pare. Va ser nomenat cavaller a l'edat de 20. Després va enviar un vaixell contra la flota egípcia i va resultar greument ferit, però va continuar lluitant més anys a diversos països i continents, fins que va morir. Es desconeix informació sobre qualsevol possible matrimoni o fills. El seu pare el va anomenar així per personatge del rei Lisuarte de l'obra Amadís de Gaula.